# Primera B 2009 (Colombia)
La  Temporada 2009 de la Primera B, conocida como Copa Premier 2009 por motivos comerciales, fue la XX de la segunda división del fútbol profesional colombiano.
Se disputa en dos etapas: El Torneo Apertura se jugó del 31 de enero al 20 de junio, mientras que el Torneo Finalización tiene lugar del 4 de julio al 28 de noviembre. El sorteo del calendario de partidos fue el 21 de enero de 2009.

## Sistema del torneo
Los 18 equipos fueron sorteados el 21 de enero en dos nonagonales regionales, en los cuales se enfrentaron con un duelo intergrupos en los torneos Apertura y Finalización. Los cuatro primeros de cada nonagonal avanzarán a los cuadrangulares semifinales, sistema de definición igual al de la Primera A, en el cual, el ganador de cada grupo se enfrentará en la final.
El ganador del Torneo Apertura se enfrentará al ganador del Finalización, para definir al campeón del año y ascendido directamente a la Categoría Primera A para la temporada 2010, mientras que el subcampeón jugará la serie de promoción con el penúltimo (17°) de la tabla del descenso de la Primera división.

## Equipos participantes

### Relevo anual de clubes
| Ascendido a la Primera A                      |
| --------------------------------------------- |
| Real Cartagena (Campeón de la Primera B 2008) |

| Descendido a la Primera B                                      |
| -------------------------------------------------------------- |
| Atlético Bucaramanga (Peor promedio acumulado en la Primera A) |

### Datos de los clubes
- A partir de esta temporada compite Atlético de la Sabana, luego de adquirir la ficha del Córdoba Fútbol Club.
- Girardot Fútbol Club cambia de sede y desaparece, la ficha pasa a denominarse Deportes Palmira con los mismos dueños.
- Depor Jamundí cambia de sede y denominación para jugar en Cali bajo el nombre de Depor Aguablanca.
- Expreso Rojo traslada su localía de Fusagasugá a Zipaquirá.

| Departamento    | Equipo                  | Ciudad          | Estadio                        | Aforo  |
| --------------- | ----------------------- | --------------- | ------------------------------ | ------ |
| Bogotá, D. C.   | Academia                | Bogotá          | Compensar                      | 4.500  |
| Santander       | Alianza Petrolera       | Barrancabermeja | Daniel Villa Zapata            | 8.000  |
| Santander       | Atlético Bucaramanga    | Bucaramanga     | Alfonso López                  | 16.000 |
| Sucre           | Atlético de la Sabana   | Sincelejo       | Arturo Cumplido Sierra         | 5.000  |
| Atlántico       | Barranquilla F.C.       | Barranquilla    | Romelio Martínez               | 20.000 |
| Bogotá, D. C.   | Bogotá F.C.             | Bogotá          | Alfonso López Pumarejo         | 15.000 |
| Meta            | Centauros Villavicencio | Villavicencio   | Manuel Calle Lombana           | 15.000 |
| Valle del Cauca | Cortuluá                | Tuluá           | Doce de Octubre                | 16.000 |
| Valle del Cauca | Depor Aguablanca        | Cali            | Olímpico Pascual Guerrero      | 45.195 |
| Valle del Cauca | Deportes Palmira        | Palmira         | Francisco Rivera Escobar       | 9.000  |
| Antioquia       | Deportivo Rionegro      | Rionegro        | Alberto Grisales               | 9.000  |
| Cundinamarca    | Expreso Rojo            | Zipaquirá       | Municipal Los Zipas            | 2.000  |
| Antioquia       | Itagüí Ditaires         | Itagüí          | Metropolitano Ciudad de Itagüí | 12.000 |
| Cundinamarca    | Juventud Soacha         | Soacha          | Luis Carlos Galán Sarmiento    | 8.000  |
| Boyacá          | Patriotas               | Tunja           | La Independencia               | 20.000 |
| Santander       | Real Santander          | Floridablanca   | Álvaro Gómez Hurtado           | 4.000  |
| Magdalena       | Unión Magdalena         | Santa Marta     | Eduardo Santos                 | 23.000 |
| Cesar           | Valledupar F.C.         | Valledupar      | Armando Maestre Pavajeau       | 10 000 |